# Гронінген (провінція)
 Гронінген  (нід. Groningen, ниж.-нім. Grunnen, фриз. Grinslân) — провінція на північному сході Нідерландів. Столиця і найбільше місто — Гронінген.

## Найбільші міста
Міста з населенням понад 20 тисяч осіб:
| Назва міста | Населення, осіб (2009) |
| ----------- | ---------------------- |
| Гронінген   | 184227                 |
| Гогезанд    | 34557                  |
| Стадсканал  | 33430                  |
| Вендам      | 27995                  |
| Делфзейл    | 26744                  |

## Економіка
Провінція (область) Гронінген має значний економічний потенціал в країні. Саме тут працює газова кампанія «Газ-Юні» по видобутку природного газу, а це приблизно 25 % газу від добутку всієї Західної Європи. «Газ-Юні» — співробітник і партнер російського «Газпрому». Також тут, поблизу міста Слохтерен, знаходиться унікальне за запасами газу газове родовище.
Місто Гронінген — розвинутий центр цукрової промисловості, що утримує перші місця в Європі.
Уряд провінції дбає про історичні пам'ятки, де більшість споруд 100-річної давнини може автоматично набути статусу історичного об'єкту.
В провінції мають прибутку від туризму в розмірі 500.000.000 євро на рік, а це готелі, харчування, ринки, нові робочі місця для голландців.

## Культурний потенціал провінції
- Оперний театр
- Академія музики Гронінгена
- декілька драматичних театрів

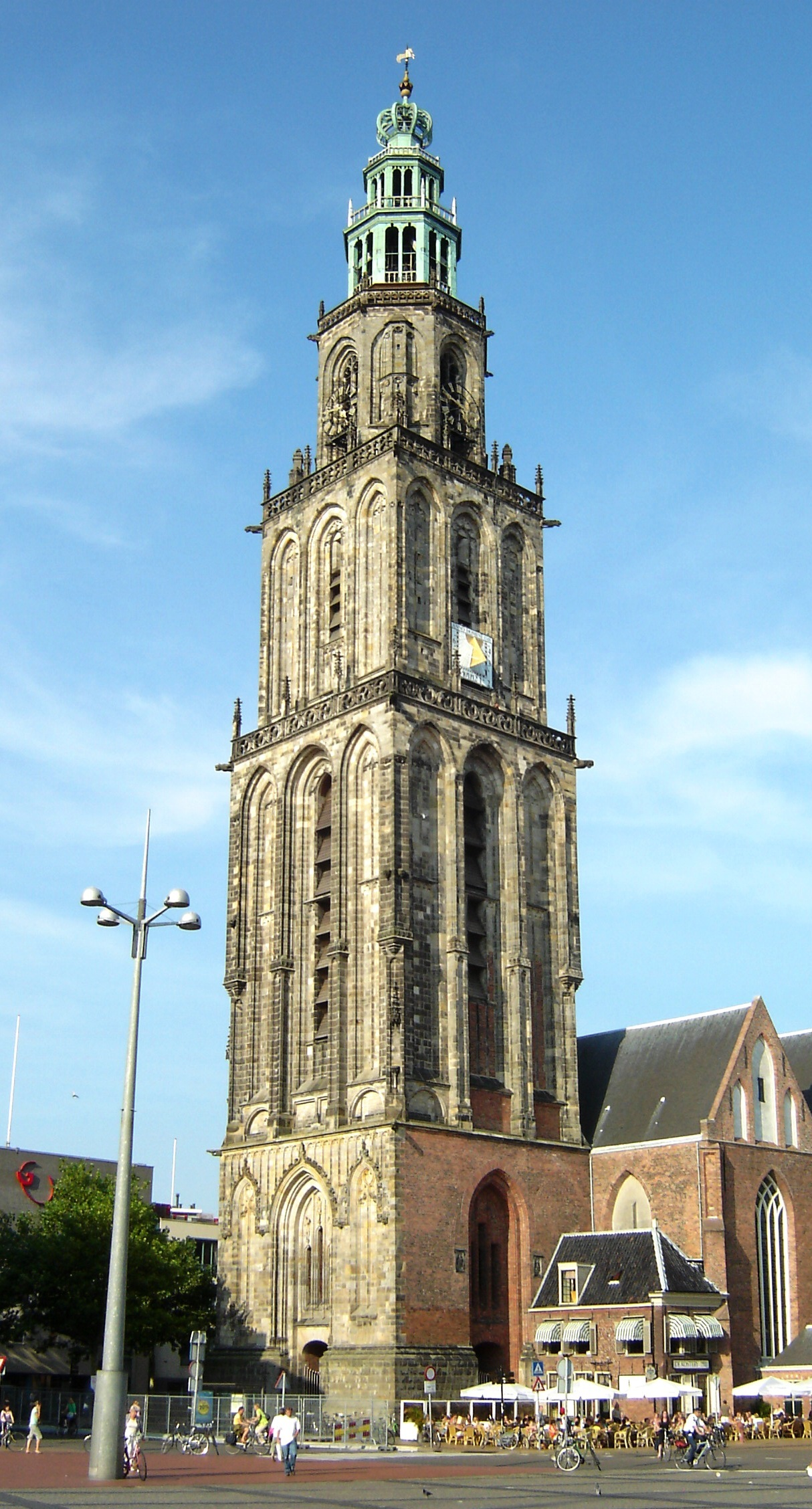
Дзвіниця Св. Мартина

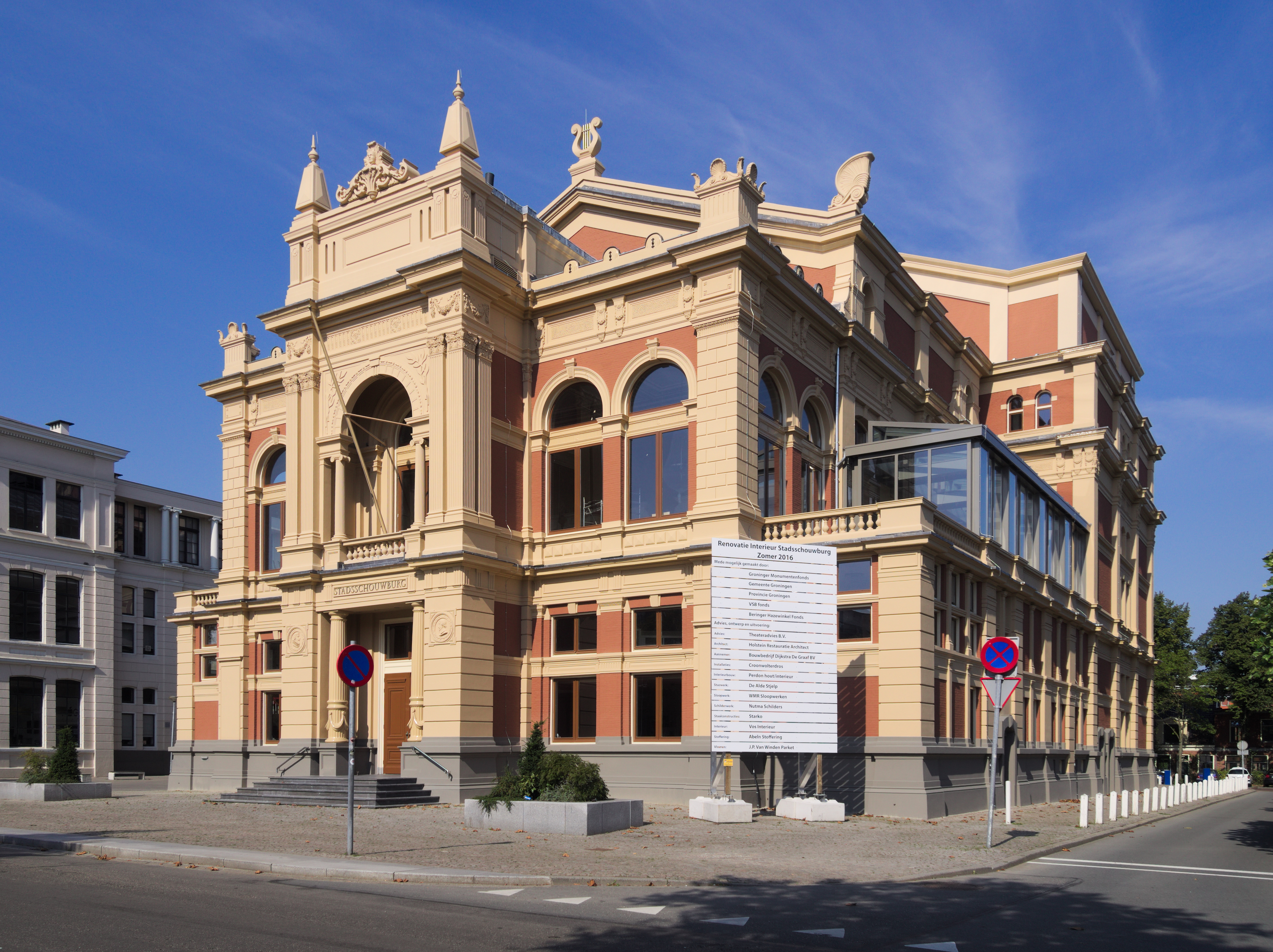
Міський театр

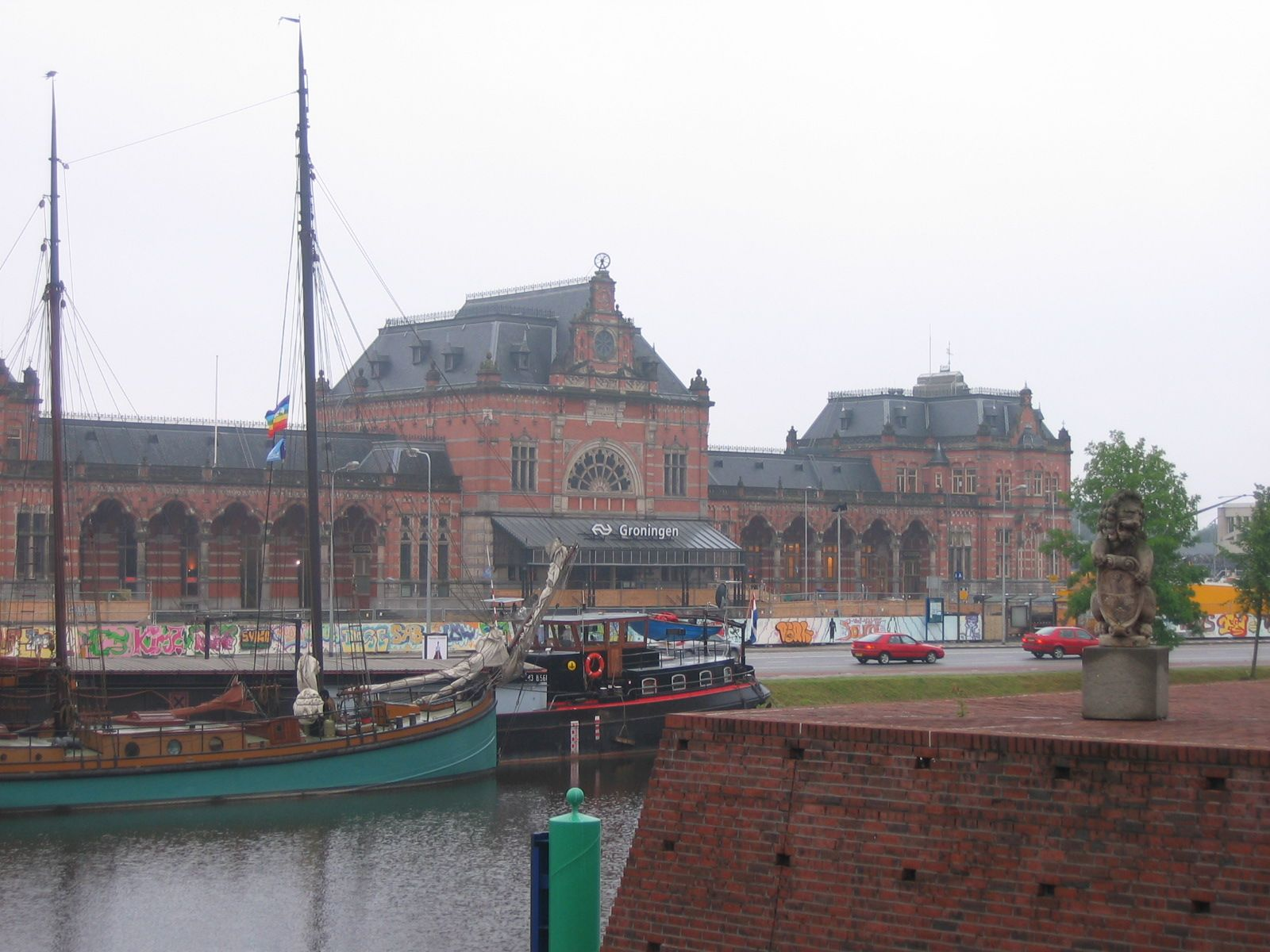
Залізничний вокзал Гронінгена, перетворений на музей у 2005 р.

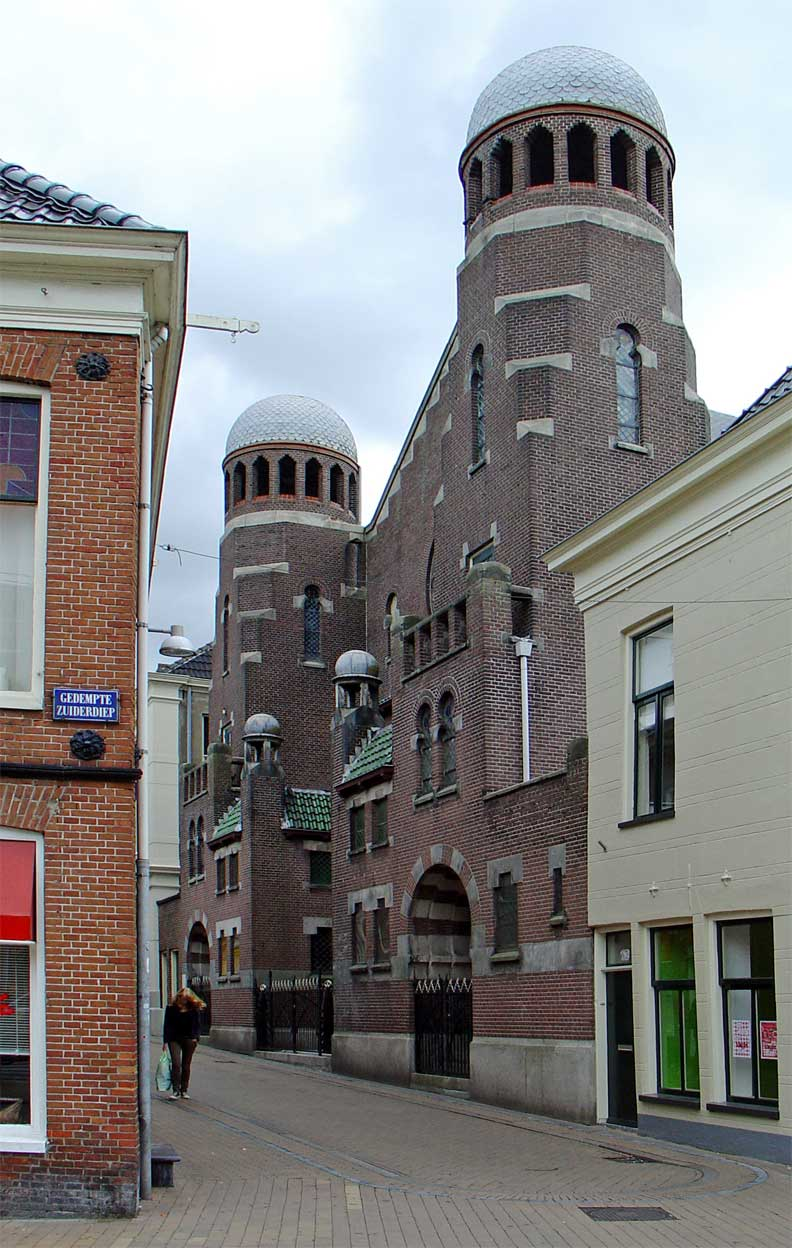
Будівля синагоги.

- вісімдесят два історичних голландських вітряків - млинів.
- вісімдесят шість музеїв різного профілю.

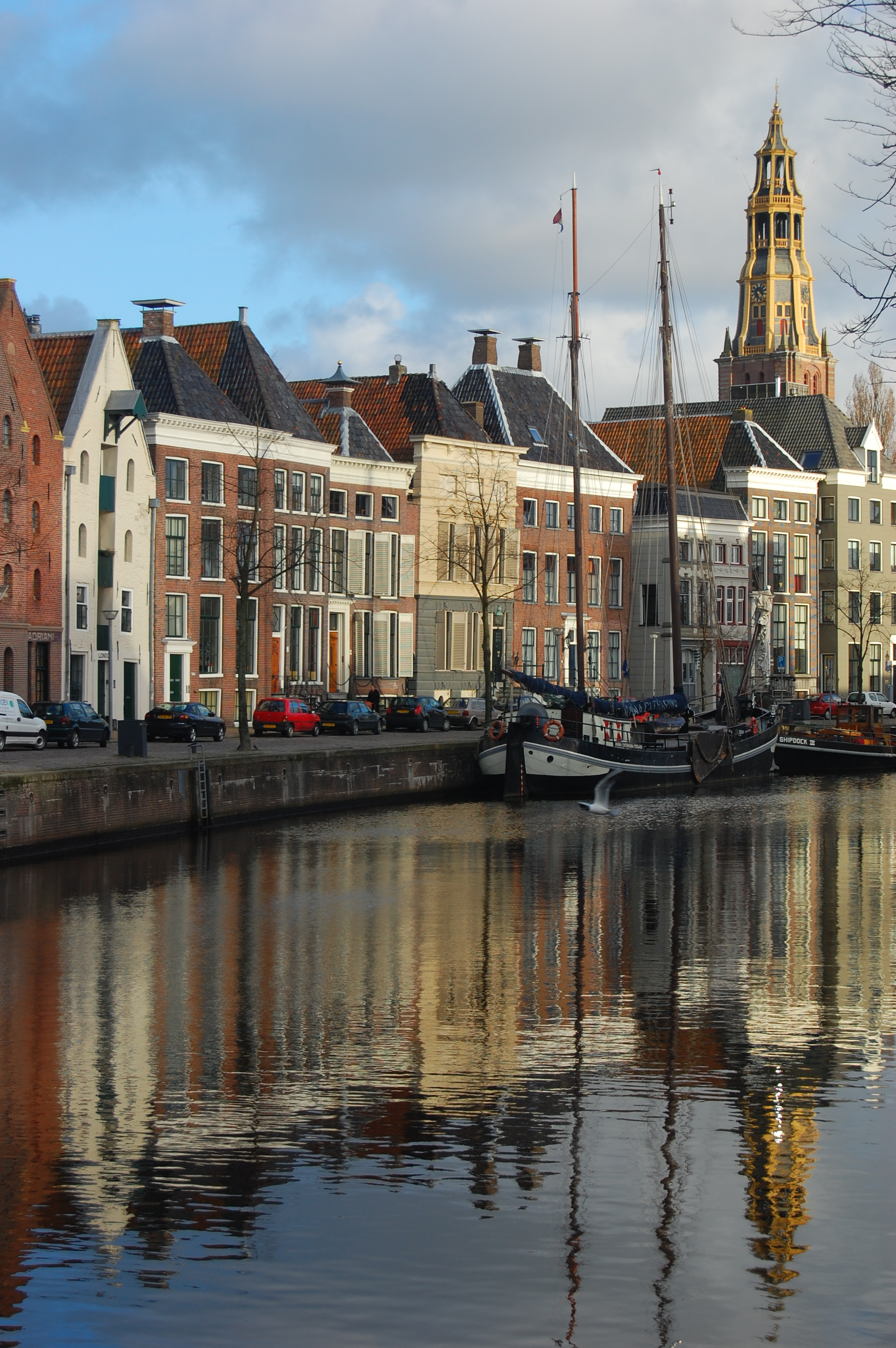
Канал і вежа церкви Аа.
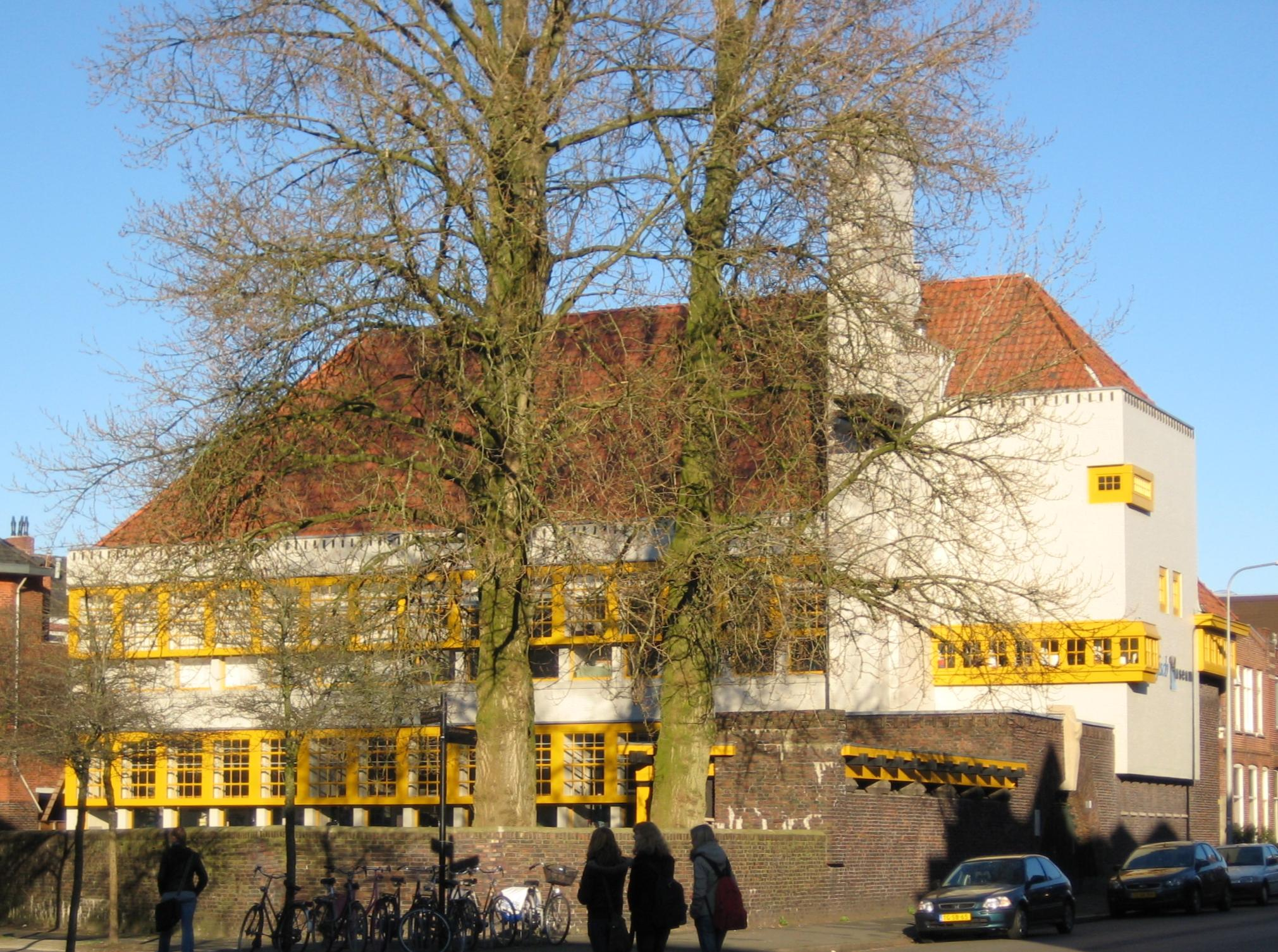
Художній музей. Гронінген
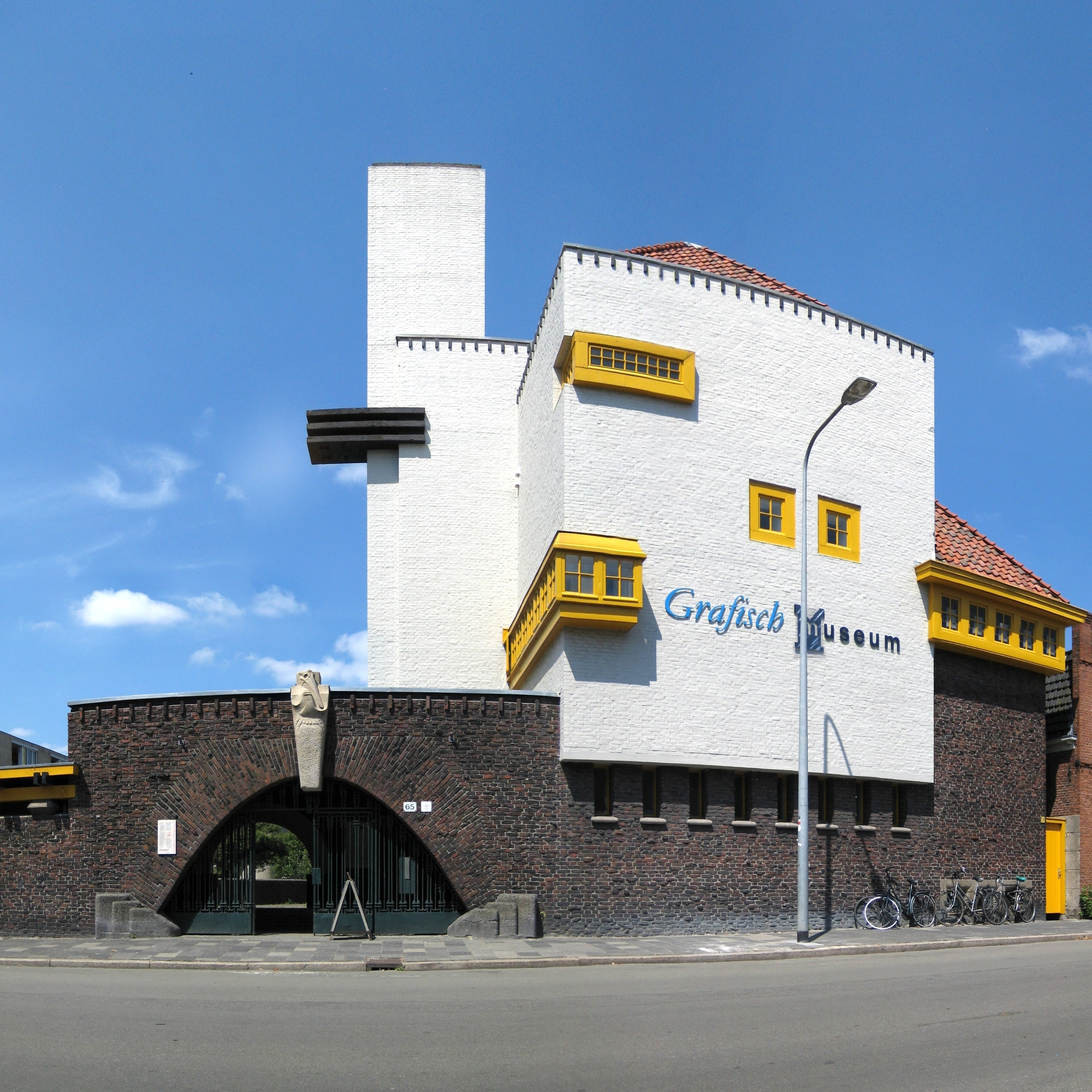
Художній музей, перебудований з приміщення школи доби сецесії
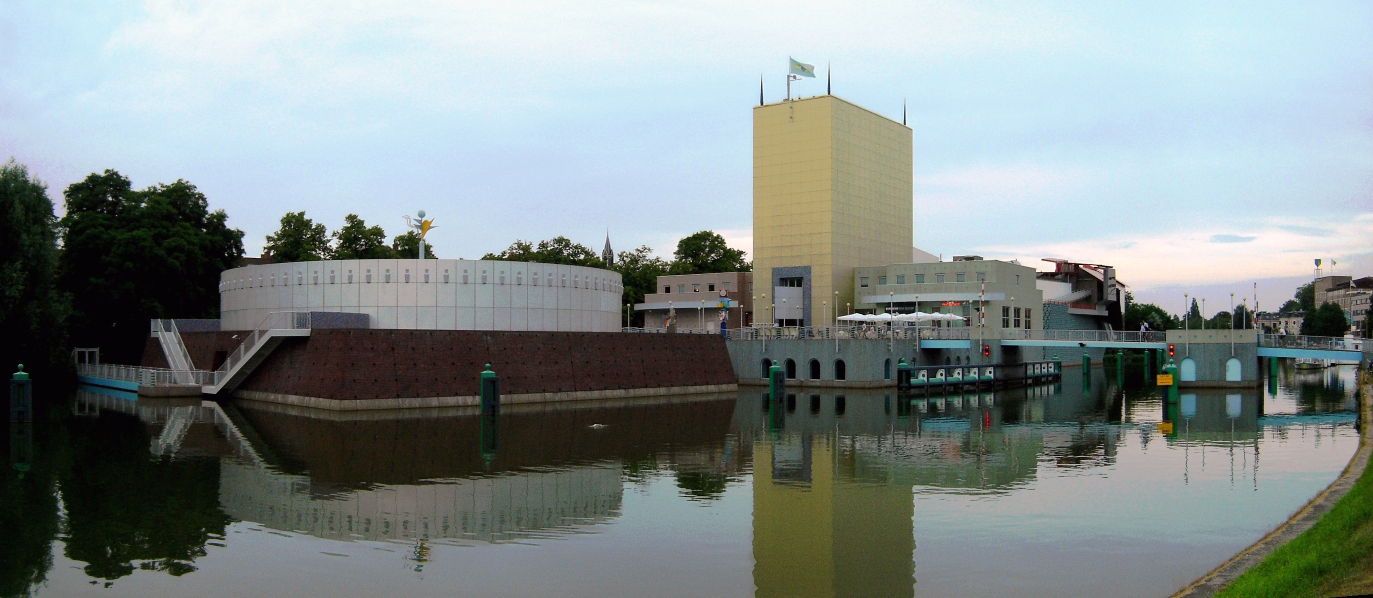
Музей сучасного мистецтва, Гронінген
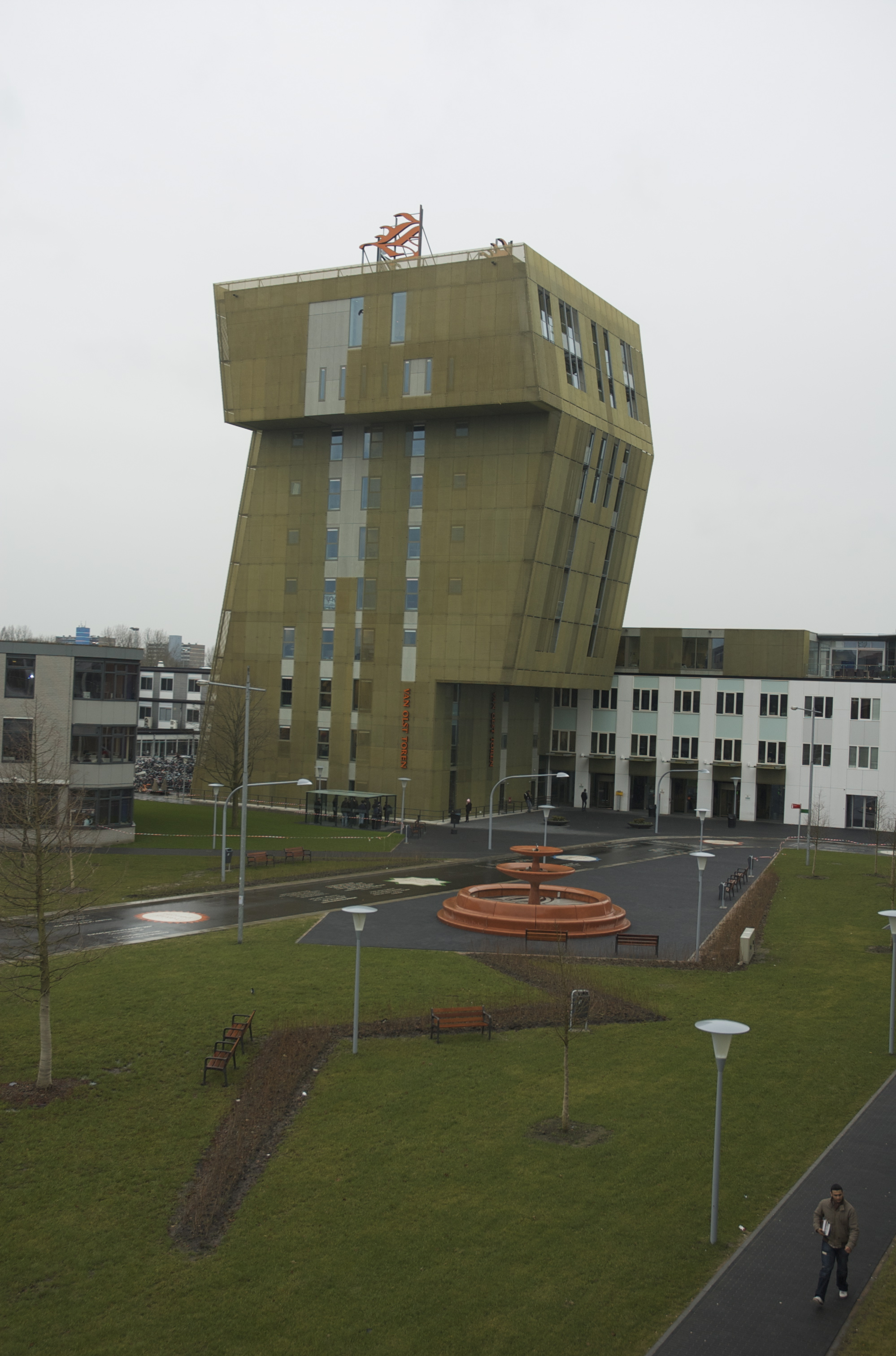
Ханзе університет, модернова споруда.
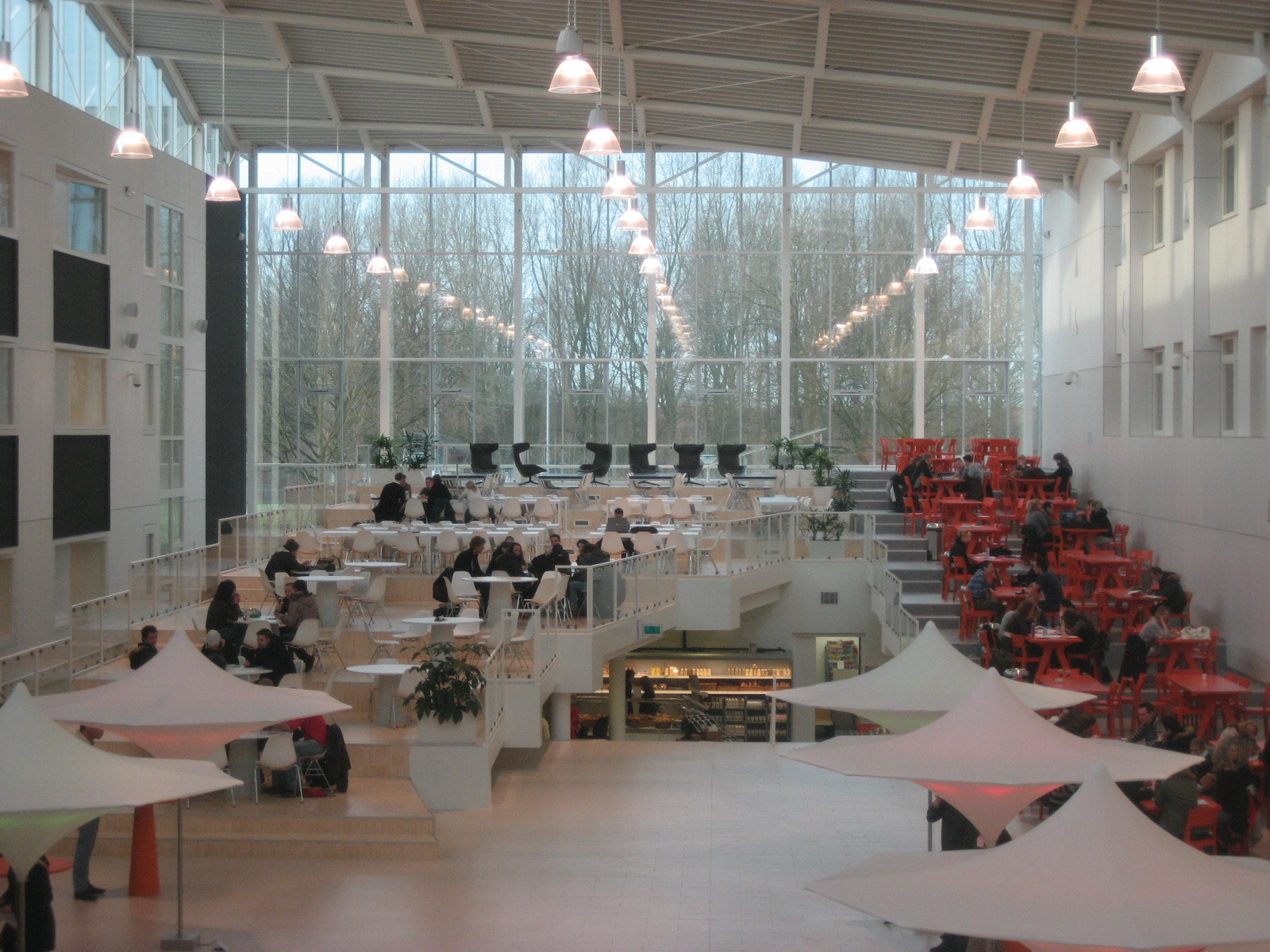
Ханзе університет, Атріум
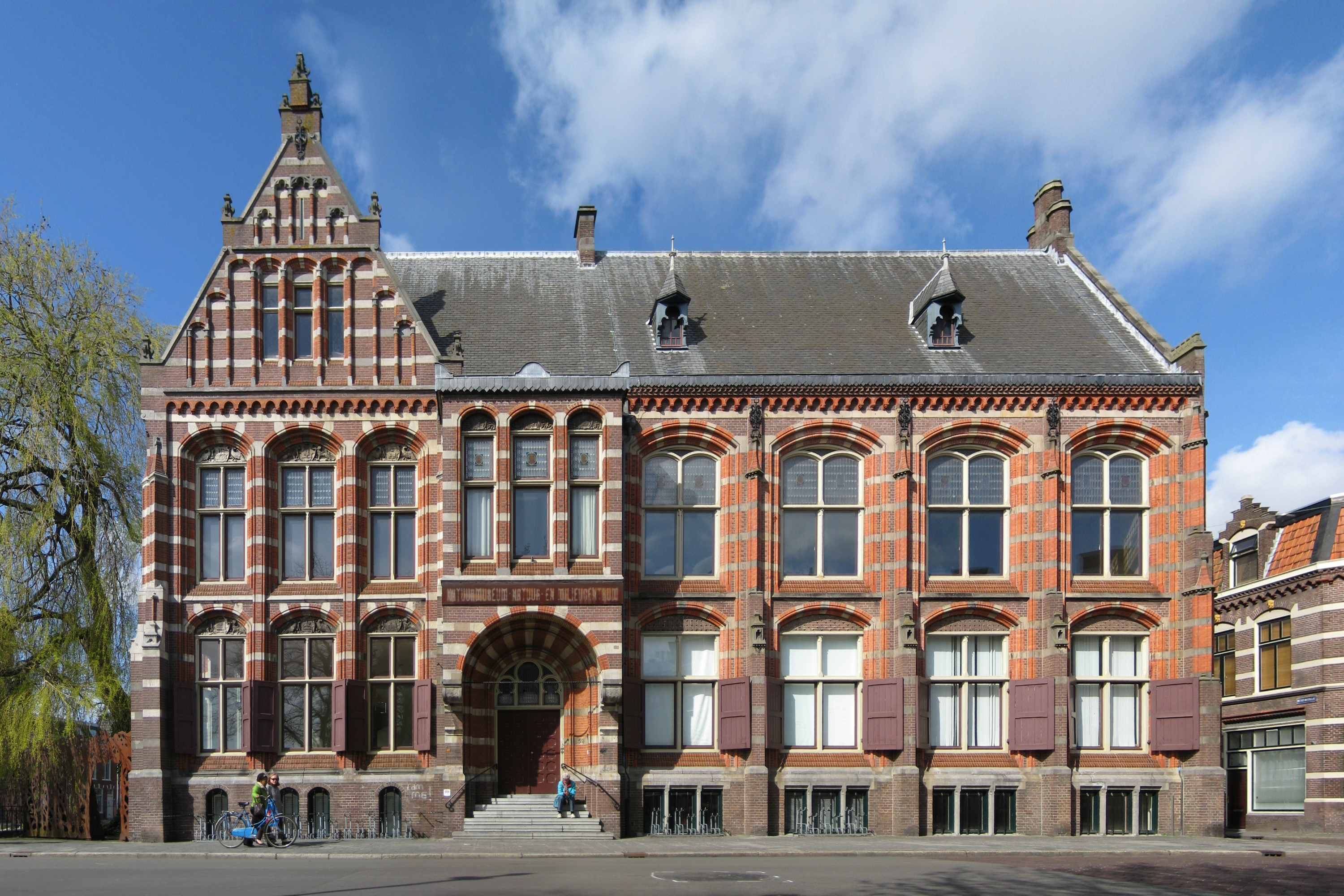
Природничий музей в історичній будівлі
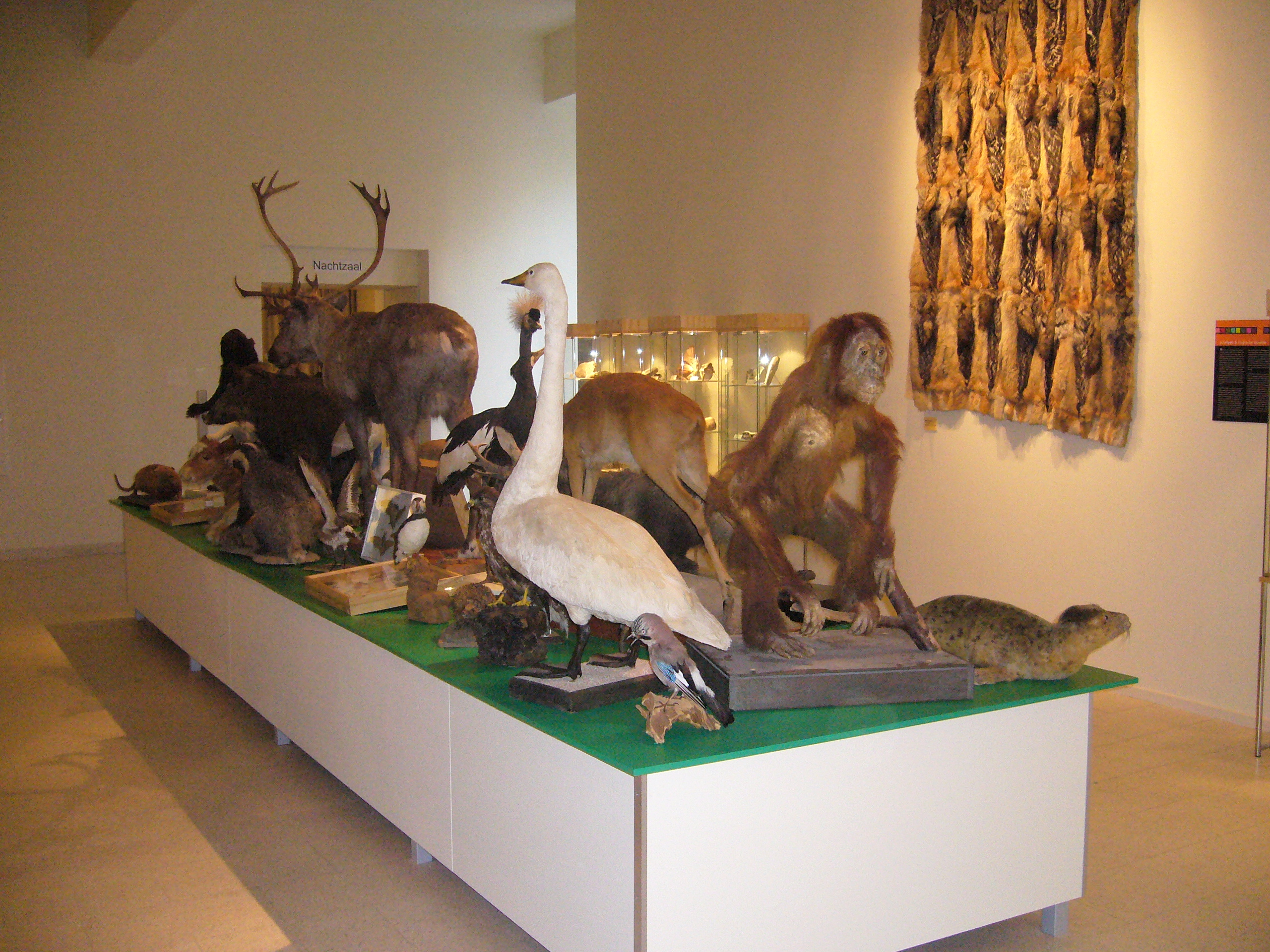
Природничий музей.Експозиція.